# Hugo III de Bouville
Hugo III de Bouville (zm. 1331) – hrabia francuski, szambelan na dworze Filipa Pięknego.
Był synem Hugona II de Bouville i Marii de Chambly. Piastował stanowisko szambelana na dworze francuskim pod rządami Filipa Pięknego. W roku 1293 poślubił Małgorzatę des Barres. Z tego związku urodził się jego syn, Karol de Bouville, późniejszy szambelan Karola V i zarządca Delfinatu.